# Canon EOS 300D
La Canon EOS 300D è una fotocamera reflex digitale (DSLR) presentata dalla Canon nell'agosto 2003.
L'introduzione della 300D rappresenta una pietra miliare nella storia delle fotografia, in quanto al lancio è la prima reflex digitale a raggiungere un prezzo inferiore ai 1000$ rendendo così questo genere di strumenti fotografici appetibile al grande pubblico. Il diretto concorrente di Canon, Nikon, si troverà costretto ad inseguire ed a proporre dopo diversi mesi un modello analogo in questa neonata fascia di prezzo: la Nikon D70, introdotta nel gennaio 2004.
La 300D è la prima reflex di Canon a poter utilizzare gli obiettivi nel formato EF-S, inoltre viene spesso ricordata come la versione ridotta della Canon EOS 10D, con cui condivideva sensore e processore.
Nella sua fascia di prezzo fu sostituita dalla EOS 350D nel febbraio del 2005 e in seguito dalla EOS 400D nel 2006, quindi dalla 500D nel 2009.

## Caratteristiche tecniche
La 300D viene spesso paragonata alla prosumer Canon EOS 10D, che presenta praticamente lo stesso sensore di immagine CMOS e chip di elaborazione delle immagini. Diverse funzioni della 10D possono essere sbloccate e utilizzate installando un firmware non ufficiale.
Il corpo macchina in policarbonato della 300D era originariamente disponibili in Nord America solo in colore argento, mentre la versione giapponese era disponibile anche in nero. Successivamente, la versione di colore nero della 300D è stata commercializzata anche negli Stati Uniti e in Europa.
La 300D è stata la prima fotocamera a utilizzare l'innesto per obiettivo Canon EF-S compatibile anche con obiettivi con innesto EF. Canon ha introdotto l'EF-S 18–55 mm come obiettivo del kit insieme alla 300D. Era disponibile in una versione USM in Giappone e come versione non USM altrove. Le fotocamere 300D nere di produzione molto tarda erano disponibili con la versione USM anche in Europa.